# Dzaoudzi
Dzaoudzi ist eine französische Gemeinde mit 23.191 Einwohnern (Stand 14. Dezember 2017) im Überseegebiet Mayotte.

## Geografie
Die Einwohner nennen sich Dzaoudzien(ne)s oder Labattoirien(ne)s, da die Stadt aus zwei Hauptteilen besteht: Dzaoudzi und Labattoir. Dzaoudzi ist die drittgrößte Stadt des Départements. Dzaoudzi nimmt den nördlichen Teil der Insel Pamanzi ein, wobei Labattoir auf der Insel liegt und Dzaoudzi der Insel etwas vorgelagert ist. Die Insel ist Teil der Inselgruppe der Komoren, die am nördlichen Ende der Straße von Mosambik im Indischen Ozean liegt.

## Bevölkerung
64,7 % der Einwohner von Dzaoudzi sprechen Französisch und eine andere lokale Sprache (meist Mahorisch, eine Variante des Komorischen), 27,5 % sprechen kein Französisch und 7,8 % sprechen nur Französisch. 33,7 % der Bewohner sind Einwanderer.

## Geschichte
Am 13. November 1835 fand bei Dzaoudzi eine Schlacht zwischen dem Sultan Andriantsouly, seinem Verbündeten dem Sultan Abdallah II. von Anjouan und den Partisanen von Ramanetaka, dem Sultan von Mohéli statt. Am 25. April 1841 übergab Andriantsouly Mayotte an Frankreich. Er wurde am 26. September 1845 auf Pamanzi, an der Kreuzung zwischen Pamandzi, Labattoir und Dzaoudzi ermordet.
Am 20. Juli 1953 erhielt Dzaoudzi den Status zone urbaine (städtischer Bereich).
Bis 1977, als der Verwaltungssitz nach Mamoudzou verlegt wurde, war Dzaoudzi der Hauptort von Mayotte.

## Kultur und Sehenswürdigkeiten
Im Nordosten des Ortsteils Labattoir liegt der große Kratersee Dziani Dzaha.
Die Rundfunkanstalt Réseau France outre-mer von Mayotte hat ihren Sitz in Dzaoudzi.

## Persönlichkeiten
- Raimane Daou (* 2004), komorisch-französischer Fußballspieler